# Santuari de la Nostra Senyora de Montallegro
El santuari basílica de Nostra Senyora de Montallegro és un lloc de culte catòlic de Rapallo, situat a la regió de Montallegro, sobre una muntanya i a uns 612 metres sobre el nivell del mar.
Considerat entre els principals santuaris marians del territori metropolità genovès i de la Liguria, va ser construït entre 1557 i 1558, 
juntament amb el refugi contigu per als pelegrins, després de l'aparició de la Verge Maria el 2 juliol 1557 al pagès Giovanni Chichizola. L'actual façana de marbre correspon a la remodelació de l'arquitecte milanès Luigi Rovelli el 1896, inaugurada amb solemne cerimònia el 21 juny del mateix any.
La Madonna de Montallegro és la patrona de la Ciutat de Rapallo des de 1739, any en què es va escollir com a santa protectora de la comunitat rapallesa i de les parròquies de Santa Margarida Ligure. Aquest reconeixement està reproduït sobre és l'escut municipal des del 28 novembre 1948, una lletra "M" sostinguda per dos grifons sota la corona real.

## Història

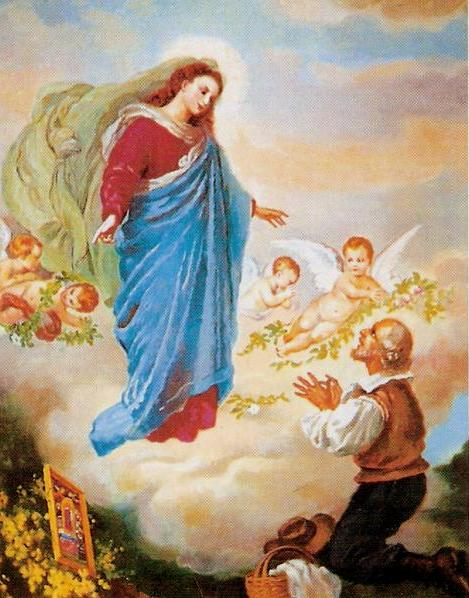
Representació de l'aparició mariana de Montallegro

### L'aparició mariana
Segons la tradició local, la Verge va aparèixer la tarda del divendres 2 juliol 1557 al pagès Giovanni Chichizola, originari de San Giacomo de Canevale, pertanyent a la Coreglia Ligure, quan tornava del mercat de verdura de Gènova. A l'alçada del mont Letho (conegut pels locals com a "mont de la mort" per les nombroses incursions de lladres), l'home - cansat pel llarg viatge a peu i l'extrema calor - es va adormir a la vora d'una roca.
De sobte, va ser despertat per un flash: al pagès li va aparèixer una "dama vestida de blau i blanc i d'aspecte graciós i gentil", com textualment va narrar de seguida als habitants i a les autoritats civils i religioses. La dona va pronunciar poques paraules, que per a la comunitat cristiana rapallesa encara ressonen.
Per donar una prova de la "miraculosa aparició", la Madonna va donar al pagès una pintura romana d'Orient representant la Dormitio Marie (el Trànsit de Maria Santíssima), per donar a la comunitat rapallesa. Després de la marxa de la "Bella Senyora", sobre la mateixa roca en què havia aparescut va començar a brollar aigua fresca i pura.